# Elis (filme)
Elis é um filme de drama brasileiro, uma obra biográfica sobre a cantora Elis Regina. Foi adaptado e dirigido por Hugo Prata e distribuído por Downtown Filmes. O filme entrou em cartaz nos cinemas brasileiros em 24 de novembro de 2016. 

## Sinopse
O filme retrata a vida intensa da consagrada cantora Elis Regina, desde quando sua carreira se iniciou e,  aos 18 anos, saindo de Porto Alegre e se mudando para o Rio de Janeiro, até o auge de seu sucesso, que romperam as fronteiras do Brasil, a concedendo uma imponente carreira internacional. A sua grandiosa e meteórica ascensão na música, assim como o peso da fama, atribuídos a uma vida pessoal conturbada, a perseguiram até sua fatídica morte, ocorrida em São Paulo, em 19 de janeiro de 1982, em decorrência de uma overdose de cocaína e bebida alcoólica.

## Elenco do filme
- Andreia Horta como Elis Regina[1]
- Gustavo Machado como Ronaldo Bôscoli[1]
- Caco Ciocler como César Camargo Mariano[1]
- Lúcio Mauro Filho como Luís Carlos Miele[1]
- Júlio Andrade como Lennie Dale
- Zé Carlos Machado como Romeu Costa[1]
- Rodrigo Pandolfo como Nelson Motta
- Ícaro Silva como Jair Rodrigues
- Isabel Wilker como Nara Leão
- César Troncoso Barros como Marcos Lázaro
- Eucir de Souza como Samuel
- Natallia Rodrigues como Beth
- Aramis Trindade como Tenente Souza
- Alex Teix como Armando Pittigliani
- Bruce Gomlevsky como Henfil

## Produção
O ator Caco Ciocler teve aulas de piano para interpretar César Camargo Mariano, além de ler a autobiografia do pianista. A atriz Andreia Horta visitou os locais onde Elis Regina viveu, inclusive a casa em Porto Alegre. Horta chegou a cantar nas filmagens, mas para o filme usaram as gravações originais de Elis. Lúcio Mauro Filho teve dicas do próprio Luiz Carlos Miele, que chegou a visitar o set de filmagens. Miele faleceu antes da estreia do filme.

## Recepção
Jacídio Júnior em sua crítica para o Omelete disse que o filme "sofre de um problema que assola grande parte da produção nacional: a vontade de não causar intriga.
. (...) Hugo Prata, diretor da obra, destaca que foi opção dele mostrar os "dramas da personagem", "os demônios internos e externos", mas a falta de foco em quais são os principais dramas do período retratado - a chegada da jovem cantora ao Rio de Janeiro até a sua morte - deixa o formato da história fraco, sem nenhum momento capaz de exigir comprometimento máximo do público com o que está acontecendo.
Mas o crítico diz que o filme (...) pode servir como porta de entrada para quem está em busca de conhecer um pouco mais de Elis e assim estimular a necessidade de que novas histórias - mais fortes e diretas, e até mesmo mais corajosas - possam ser apresentadas para uma audiência que busca de ser abraçada pelas nuances mais profundas e marcantes da música brasileira contemporânea.." analisando o filme para o Cineplayers escreveu: "E em figuras como a de Elis Regina, o que não faltam são fatos, elementos e discussões sobre toda a conturbação emocional que permeou a vida da cantora, seja em seus relacionamentos, sua recusa em acompanhar as tendências do mercado fonográfico, seus problemas com o consumo de álcool, sua posição contra a ditadura militar…" (...) também disse que "Não que o problema seja exatamente o uso do clichê em si (e seria hipocrisia condenar isso, afinal, o cinema é um retalho de clichês, sejam eles ficcionais ou da vida), mas é a opção de Prata em mecanizar todos os acontecimentos na vida de Elis que transforma a cinebiografia num conjunto de recortes anti climáticos."
Uma gafe no filme foi a cena em que Elis diz a Ronaldo Bôscoli que quer o divórcio, mas o divórcio no Brasil só surgiu em 1977, anos após eles se separarem. Na época da separação, ainda vigoravam as regras do desquite. Ainda assim, o filme acerta mais adiante, quando Elis é chamada para prestar esclarecimentos aos militares e é chamada de desquitada, na época uma forma de ofensa velada.

## Série de televisão
“Segundo o diretor, desde o início determinou-se que a proposta deveria ir além de fatiar o filme em quatro partes: "- A Elis Regina é um diamante brasileiro e merece ir para públicos cada vez maiores. Ela realmente participou da construção da cultura desse país. Quando nós fizemos o filme, não sabíamos que iria virar uma minissérie, então mergulhamos naquilo e foi ótimo. O longa chegou acima da nossa expectativa. Então, foi uma grata surpresa esse convite ".”

— Hugo Prata, site Gaúcha ZH em 24/12/2018
A Rede Globo exibiu de 8 até 11 de janeiro de 2019, em 4 capítulos, a minissérie Elis - Viver é Melhor que Sonhar, dirigida por Hugo Prata, a produção misturou cenas do filme com material documental, onde pessoas importantes na carreira e vida da cantora davam depoimentos. Teve Sergio Guizé como Tom Jobim; Mel Lisboa como Rita Lee e Thelmo Fernandes como Vinicius de Moraes.
O fio condutor da minissérie foi uma entrevista fictícia gravada por Elis (Andreia Horta), criada a partir de declarações reais da cantora e que seria a última, pouco antes de sua morte, em 1982. Mas também há a cena inédita de um teste que Elis fez diante de Tom Jobim (Sergio Guizé) e Vinicius de Moraes (Thelmo Fernandes) e a visita da cantora a Rita Lee na prisão, em 1976.

### Elenco principal
Atores que gravaram cenas exclusivas pra minissérie
- Andreia Horta como Elis Regina
- Mel Lisboa como Rita Lee
- Sérgio Guizé com Tom Jobim
- Thelmo Fernandes como Vinícius de Moraes

Atores que tiveram suas cenas do filme repetidas pra minissérie
- Gustavo Machado como Ronaldo Bôscoli
- Caco Ciocler como César Camargo Mariano
- Lúcio Mauro Filho como Luís Carlos Miele
- Zé Carlos Machado como Romeu Costa
- Ícaro Silva como Jair Rodrigues
- Isabel Wilker como Nara Leão
- Rodrigo Pandolfo como Nelson Motta
- Bruce Gomlevsky como Henfil
- Elis Regina como ela mesma (em vídeos antigos)

## Trilha sonora

### Canções presentes no álbum
1. Como Nossos Pais - Elis Regina
2. Menino das Laranjas - Elis Regina
3. Arrastão - Elis Regina
4. Upa, Neguinho - Elis Regina
5. Cinema Olympia - Elis Regina
6. Atrás da Porta - Elis Regina
7. Madalena - Elis Regina
8. Cabaré (Ao Vivo) - Elis Regina
9. Fascinação - Elis Regina
10. O Bêbado e a Equilibrista - Elis Regina
11. Aos Nossos Filhos - Elis Regina
12. Velha Roupa Colorida - Elis Regina
13. La Nuit de Mon Amour (A Noite do Meu Bem) - Elis Regina
14. Deus lhe Pague (Ao Vivo) - Elis Regina
15. O Pato - Lennie Dale e Sambalanço Trio
16. Borandá - Nara Leão
17. O Sol Nascerá (A Sorrir) - Cartola
18. In and Out of Love - Diana Ross & The Supremes
19. Samblues (Instrumental) - Som/3
20. Começo - Milton Nascimento e João Marcello Bôscoli

### Outras canções do filme
- Pot-Pourri (Ao Vivo) - Elis Regina e Jair Rodrigues
- A Felicidade (Instrumental)
- Minha - Elis Regina
- Divino, Maravilhoso - Gal Costa
- Águas de Março (Instrumental)

### Outras canções da minissérie
- Aprendendo a Jogar - Elis Regina
- Poema - Elis Regina
- Trem Azul - Elis Regina
- Céu e Mar - Elis Regina e Tom Jobim
- Águas de Março - Elis Regina e Tom Jobim
- Doce de Pimenta - Elis Regina e Rita Lee
- Essa Mulher - Maria Rita
- É Papo Firme - Roberto Carlos
- Tatuagem - Elis Regina

## Principais prêmios
| Ano  | Premiação                               | Categoria                                    | Resultado |
| ---- | --------------------------------------- | -------------------------------------------- | --------- |
| 2016 | Festival de Gramado                     |                                              |           |
| 2016 | Festival de Gramado                     | Melhor Atriz (Andreia Horta)                 | Venceu    |
| 2016 | Festival de Gramado                     | Melhor Montagem                              | Venceu    |
| 2016 | Festival de Gramado                     | Melhor Filme (Júri popular)                  | Venceu    |
| 2016 | Associação Paulista de Críticos de Arte | Troféu APCA de melhor atriz (Andreia Horta)  | Venceu    |
| 2017 | Grande Prêmio do Cinema Brasileiro      | Melhor Filme                                 | Indicado  |
| 2017 | Grande Prêmio do Cinema Brasileiro      | Melhor Atriz para Andréia Horta              | Venceu    |
| 2017 | Grande Prêmio do Cinema Brasileiro      | Melhor Ator coadjuvante para Caco Ciocler    | Indicado  |
| 2017 | Grande Prêmio do Cinema Brasileiro      | Melhor Ator coadjuvante para Gustavo Machado | Indicado  |
| 2017 | Grande Prêmio do Cinema Brasileiro      | Melhor Direção de Fotografia                 | Venceu    |
| 2017 | Grande Prêmio do Cinema Brasileiro      | Melhor Direção de Arte                       | Venceu    |
| 2017 | Grande Prêmio do Cinema Brasileiro      | Melhor Maquiagem                             | Venceu    |
| 2017 | Grande Prêmio do Cinema Brasileiro      | Melhor Figurino                              | Venceu    |
| 2017 | Grande Prêmio do Cinema Brasileiro      | Melhor Efeito Visual                         | Venceu    |
| 2017 | Grande Prêmio do Cinema Brasileiro      | Melhor Montagem Ficção                       | Venceu    |
| 2017 | Grande Prêmio do Cinema Brasileiro      | Melhor Som                                   | Venceu    |
| 2017 | Grande Prêmio do Cinema Brasileiro      | Melhor Trilha Sonora Original                | Venceu    |